# Jan Frans van Douven
Jan Frans van Douven o Johan Francois Douven (Roermond, 2 marzo 1656 – Düsseldorf, 1727) è stato un pittore olandese, appartenente alla Scuola di Leida. Trascorse gran parte della sua vita come pittore di corte, a Düsseldorf, dove realizzò la maggior parte delle sue opere.

## Biografia
Secondo Arnold Houbraken, il padre di Jan Frans, Gerard Douven, era un sacerdote canonico nel capitolo di Roermond, che aveva trascorso diversi anni a Roma, dove aveva imparato ad apprezzare l'arte. Si occupò personalmente dell'educazione di suo figlio, insegnandogli fin dall'età di undici anni latino e alcune tecniche artistiche.
Gerard Douven morì però giovane, all'età di 33 anni, e la moglie decise di inviare il figlio a Liegi come apprendista presso il pittore Gabriel Lambertin. Jan Frans rimase a Liegi due anni, prima con Lambertin, poi con suo nipote, il pittore Chistopher Puitlink, quando questi rientrò dal suo soggiorno a Roma. I suoi lavori furono notati da don Jan Dellano de Velasco, sovrintendente alle finanze a Roermond per conto di Carlo II di Spagna, che lo chiamò a lavorare per lui. Il giovane Jan Frans trascorse tre anni a lavorare per il nobiluomo, eseguendo soprattutto copie di opere dei pittori di scuola romana, presenti nella considerevole collezione di quadri che Dellano de Velasco possedeva. In questo periodo Van Douven affinò la sua tecnica, acquistò maggiore sicurezza nella mano ed eleganza nello stile.
Nel 1682 si trasferì a Düsseldorf, come pittore ufficiale alla corte dell’elettore palatino della Renania,  Giovanni Guglielmo del Palatinato-Neuburg, (detto anche Jan Wellem dalla popolazione locale). Il primo ritratto che gli fu commissionato fu quello del principe e da quel momento lavorò su una serie di dipinti alle dipendenze dell’elettore palatino, ottenendo un successo superiore alle sue stesse aspettative.
Nei suoi dipinti raffigurava soprattutto scene della vita quotidiana del principe e della sua seconda moglie, Anna Maria Luisa de' Medici. I ritratti non risultano soltanto ben disegnati e colorati, ma i personaggi sono caratterizzati da grande forza di spirito e dignità che forniscono loro maestosità e soprattutto espressività. 
Al seguito del principe, il pittore si recò anche a Vienna, e in quella occasione dipinse i ritratti dell'imperatore e dell'imperatrice.
Dipinse anche ritratti di altri principi e aristocratici e di numerose celebrità, come per esempio il celebre musicista Arcangelo Corelli. Lavorò con successo anche presso le corti di Portogallo, Danimarca, ducato di Modena e granducato di Toscana, dove il granduca Cosimo III chiese al pittore di eseguire un autoritratto, al fine di inserirlo nella propria 'collezione dei ritratti di pittori'. 

Con la sua opera Van Douven svolse infine un ruolo importante nella creazione della pinacoteca del palazzo di Düsseldorf, fondata dal principe Giovanni Guglielmo.
Jan Frans van Douven morì a Düsseldorf nel 1727, all'età di 71 anni.

## Galleria d'immagini

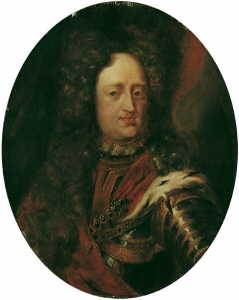
Ritratto di Giovanni Guglielmo, Elettore palatino
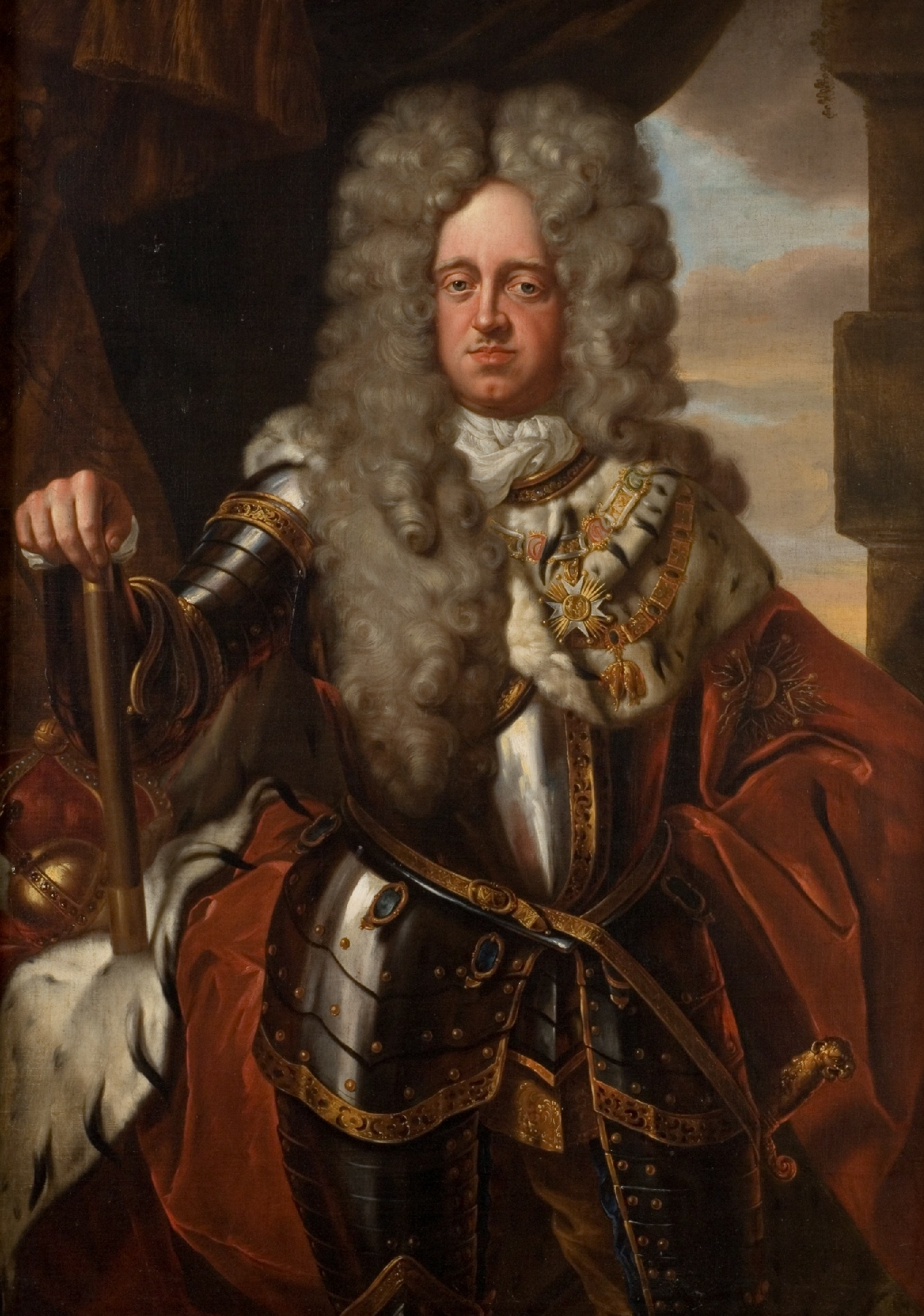
Ritratto di Jan Wellem, 1715 ca.
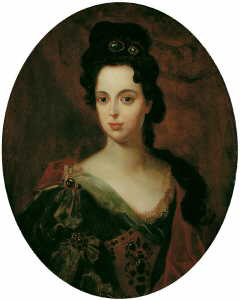
Ritratto di Anna Maria Luisa de' Medici, 1695 ca.
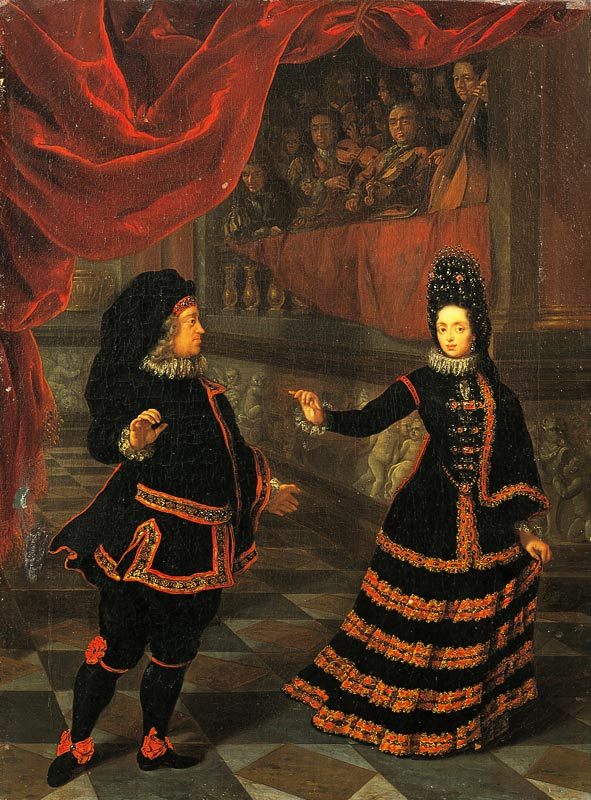
L’Elettore palatino e sua moglie mentre danzano in costumi spagnoli, 1695
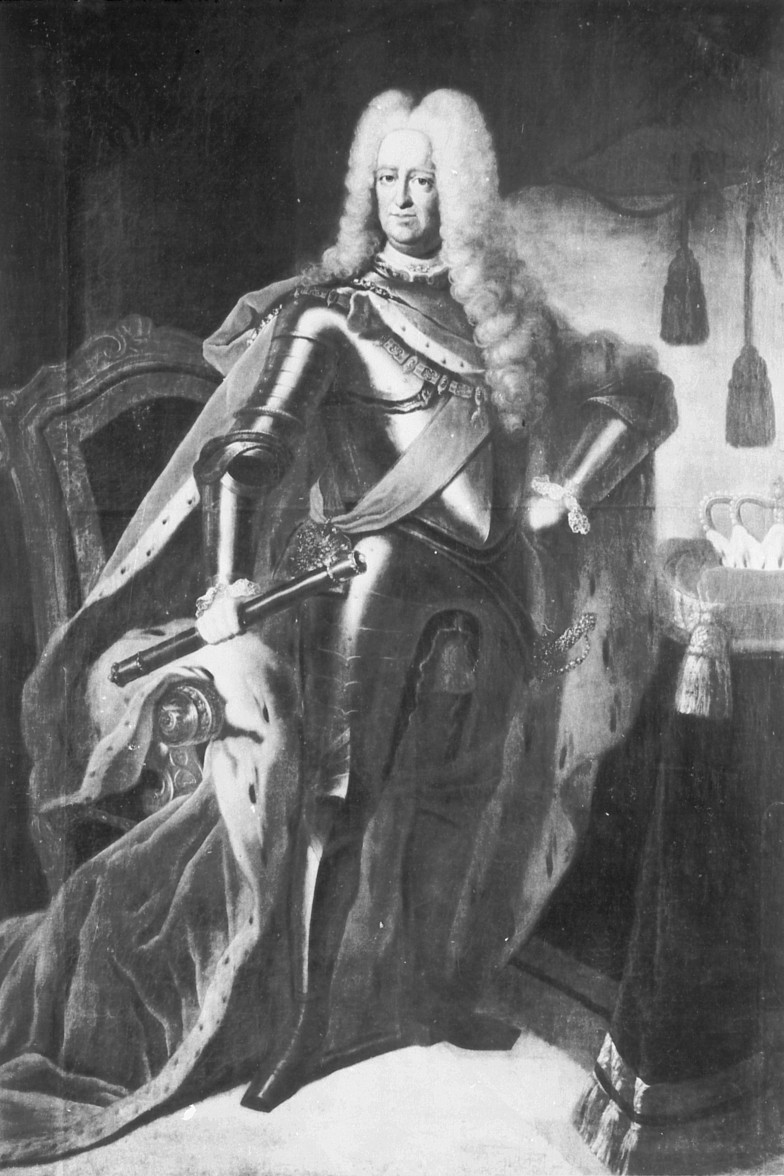
Ritratto di Carlo III Filippo del Palatinato
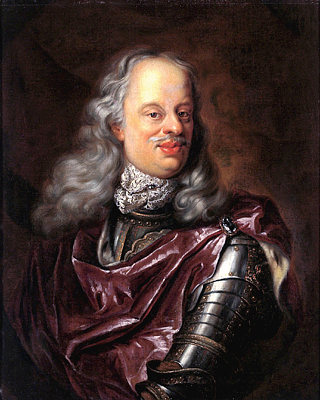
Ritratto di Cosimo III de' Medici, Granduca di Toscana, 1700 ca.
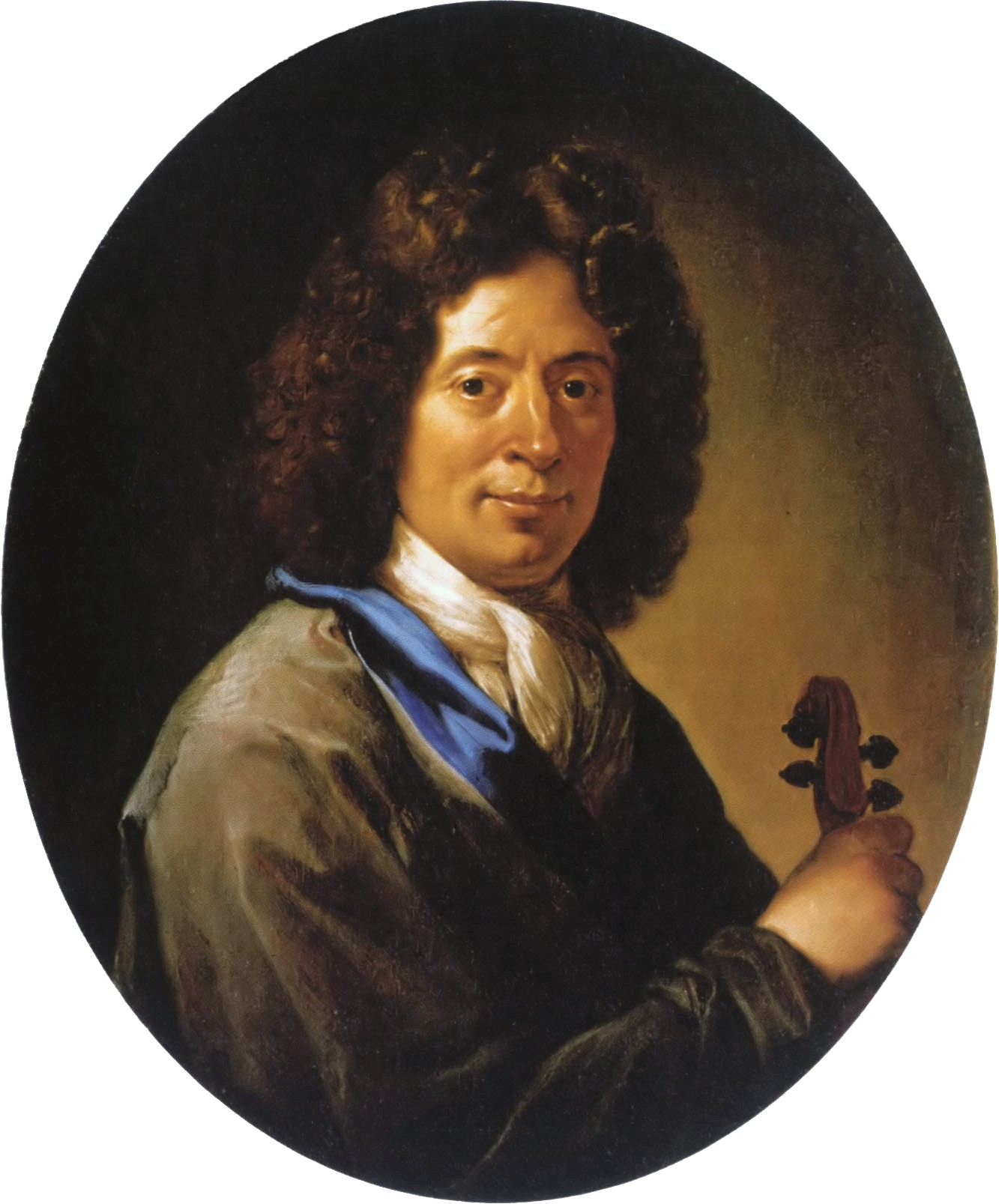
Ritratto di Arcangelo Corelli, 1712 ca.
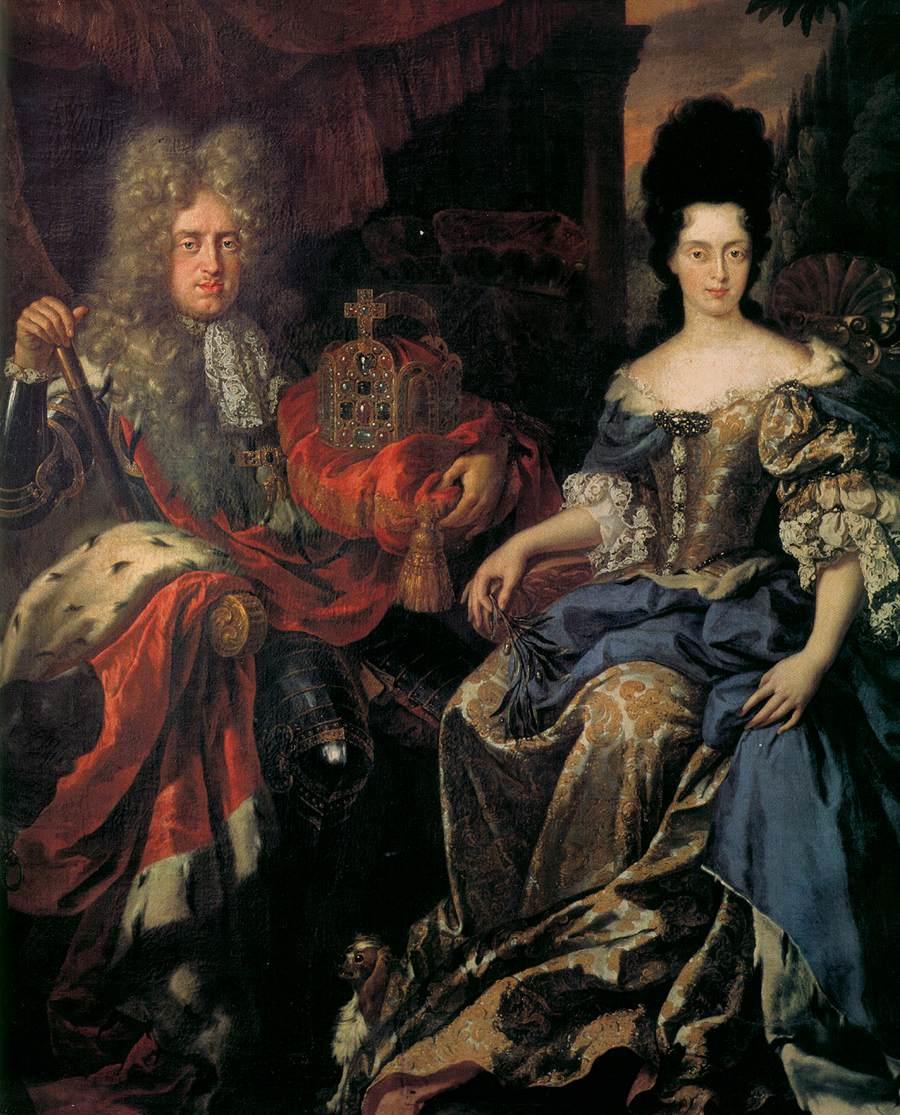
L’Elettore Palatino Giovanni Guglielmo del Palatino-Neuburg e sua moglie Anna Maria Luisa de' Medici, 1708 ca.
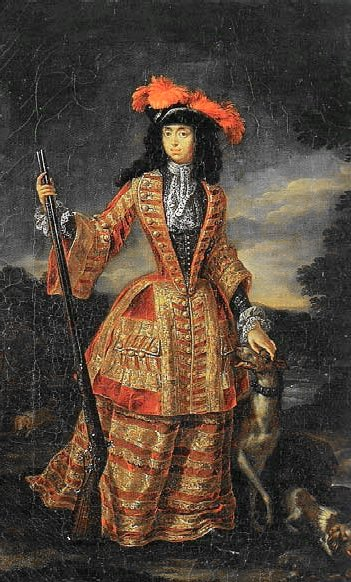
Anna Maria Luisa de' Medici in abito da caccia, 1695
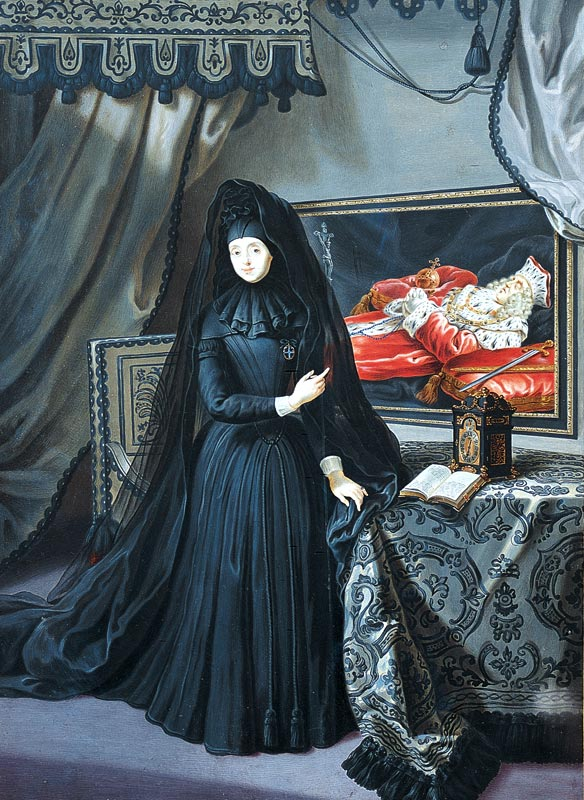
Anna Maria Luisa de' Medici, Elettrice palatina, in abito da lutto, 1717